# SC Paderborn 07
Sport-Club Paderborn 07 e.V., znan tudi kot SC Paderborn 07 in SC Paderborn je nemški nogometni klub iz mesta Paderborn. Ustanovljen je bil leta 1907 in aktualno igra v Bundesligi, 1. nemški nogometni ligi.
Domači stadion Paderborna je Benteler-Arena, ki sprejme 15.000 gledalcev. Barvi dresov sta črna in modra. 